# Apostag
Apostag é um município da Hungria, situado no condado de Bács-Kiskun. Tem 31,94 km² de área e sua população em 2015 foi estimada em 2.009 habitantes.